# Osaka Popstar
Osaka Popstar es un supergrupo formado por reconocidos músicos del punk y del rock como John Cafiero en voz, Jerry Only, (miembro fundador de The Misfits) en bajo, Dez Cadena (exmiembro de Black Flag y actual de Misfits) en guitarra, Marky Ramone (exmiembro de Ramones, The Voidoids y The Misfits en batería) e Ivan Julian (ex de The Voidoids) en batería.
Lanzaron su primera álbum titulado Osaka Popstar and the American Legends of Punk el 23 de mayo de 2006.

## Listado de temas
1. "Wicked World" (Daniel Johnston) – 2:58,
2. "Astro Boy" (Donald Rockwell y Tatsuo Takai) – 1:30
3. "Sailor Moon" (Andy Heyward, Tetsuya Komoro y Kanako Oda) – 1:11
4. "Man of Constant Sorrow" (John Cafiero, Tradicional) – 3:20
5. "Insects" (Davis Aronin, Carl Brown Jerron Cool, Keisha Dotson, Brenda García, Inisinna, Kids of Widney High y Michael Monagan) – 2:06
6. "I Live off You" (Marianne Elliot aka Poly Styrene) – 1:50
7. "Xmas Intro (That Almost Wasn't)" (Ray Carter) – 0:10
8. "The Christmas That Almost Wasn't" (Ray Carter y Paul Tripp) – 1:38
9. "Love Comes in Spurts" (Richard Hell) – 1:53
10. "Blank Generation" (Richard Hell) – 2:47
11. "Monsters" (John Cafiero) – 2:52
12. "Where's the Cap'n?" (John Cafiero) – 2:25
13. "Shaolin Monkeys" (John Cafiero) – 2:58